# 마틸드 와르니에
마틸드 와르니에(Mathilde Warnier, 1991년 10월 22일 ~ )는 프랑스의 배우, 모델, 칼럼니스트이다.

## 출연 작품

### 영화
- 카프리스 (2015)
- 이터니티 (2016)
- 큐리오사 (2019)

### 텔레비전
- 프랑스 첩보원 되기 (2015-18)
- 더 위도우 (2019)
- 다이너스티 (2017년 드라마) (2019)
- 월드 온 파이어 (2019)
- 더 서펀트 (2019)